# Theridion leguiai
Theridion leguiai är en spindelart som beskrevs av Chamberlin 1916. Theridion leguiai ingår i släktet Theridion och familjen klotspindlar. Inga underarter finns listade i Catalogue of Life.